# Ernst Thörnberg

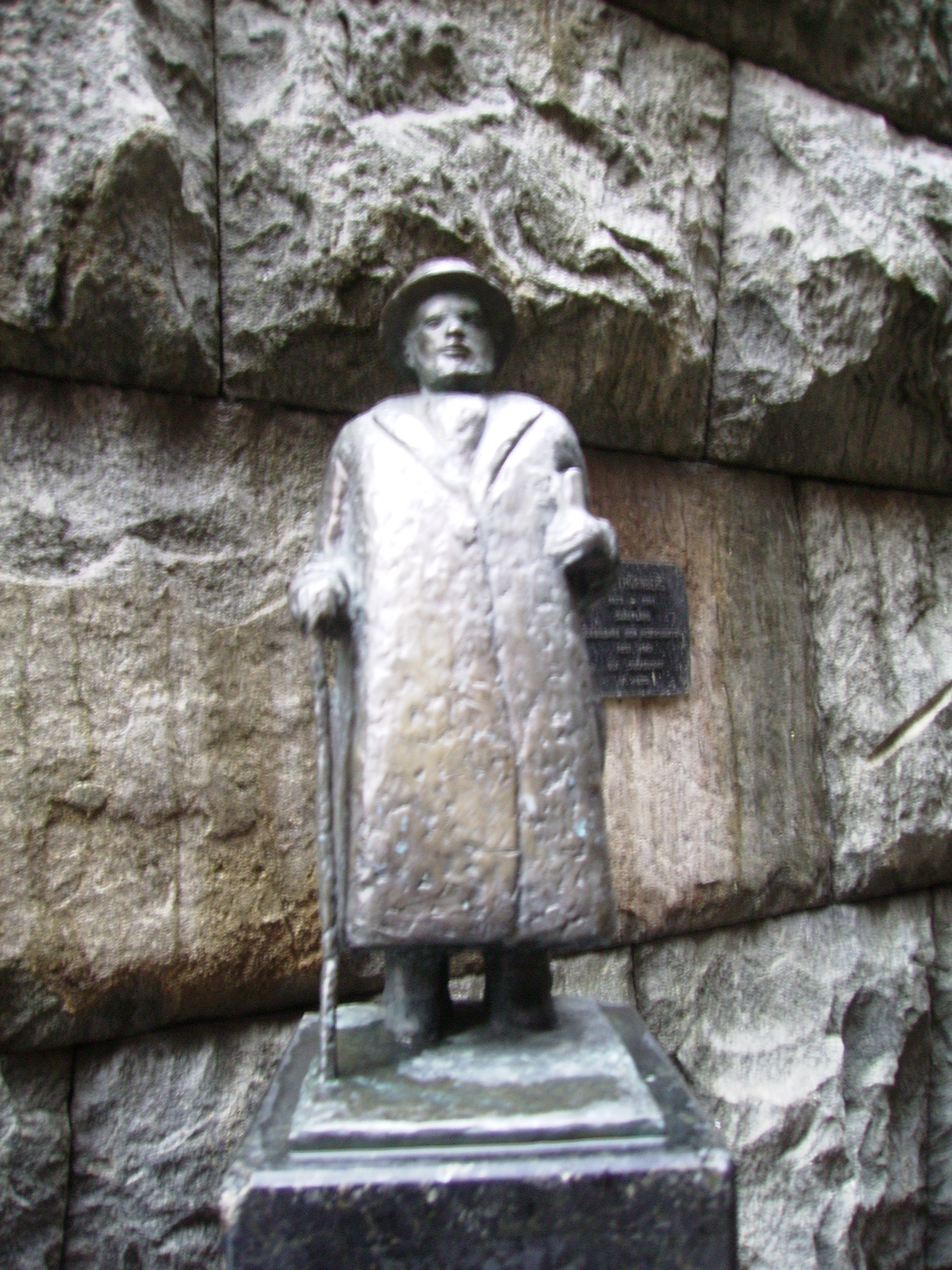
Staty av E.H. Thörnberg vid Brunkebergstunneln i Stockholm. Utförd av Ulf Sucksdorff 1987.

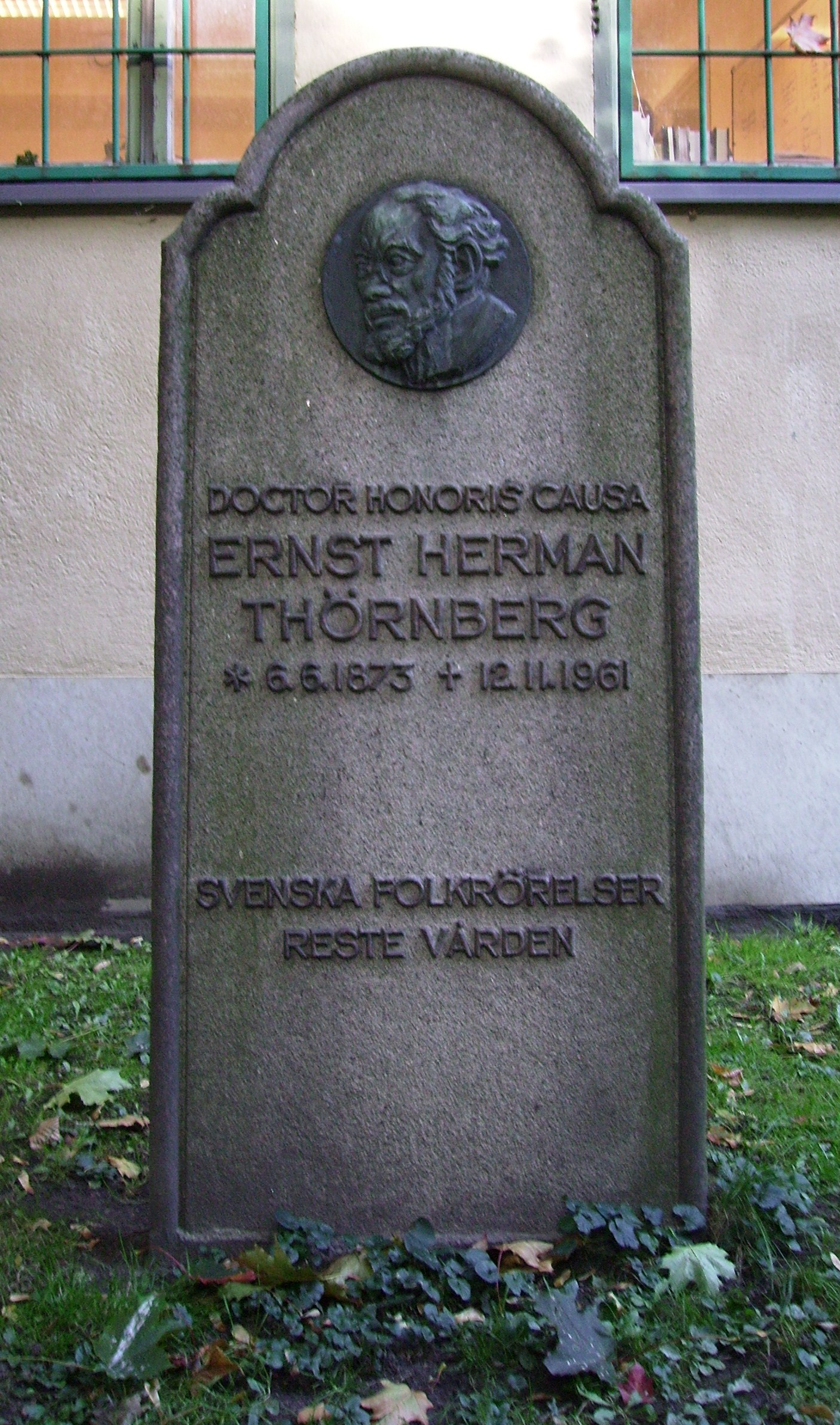
Ernst Thörnbergs gravvård på Klara kyrkogård i Stockholm.

Ernst Herman Thörnberg, född 6 juni 1873 i Tuna, Kalmar län, död 12 november 1961, var en svensk journalist och författare.

## Biografi
Thörnberg utbildade sig till handelsman men började redan 1891 en journalistisk karriär, 1897 som redaktionssekreterare i Småland, 1900-01 chefredaktör för Sundsvalls Dagblad. Han var korrespondent för Svenska Dagbladet i Norge under de kritiska åren 1902-05 och företog därefter resor för emigrantutredningens uppdrag i USA och Europa. 
Thörnberg besatt stora kunskaper inom det socialekonomiska området, och 1936 erhöll han statsunderstöd av riksdagen. 1939 utnämndes han till filosofie hedersdoktor vid Uppsala universitet.